# Den opic

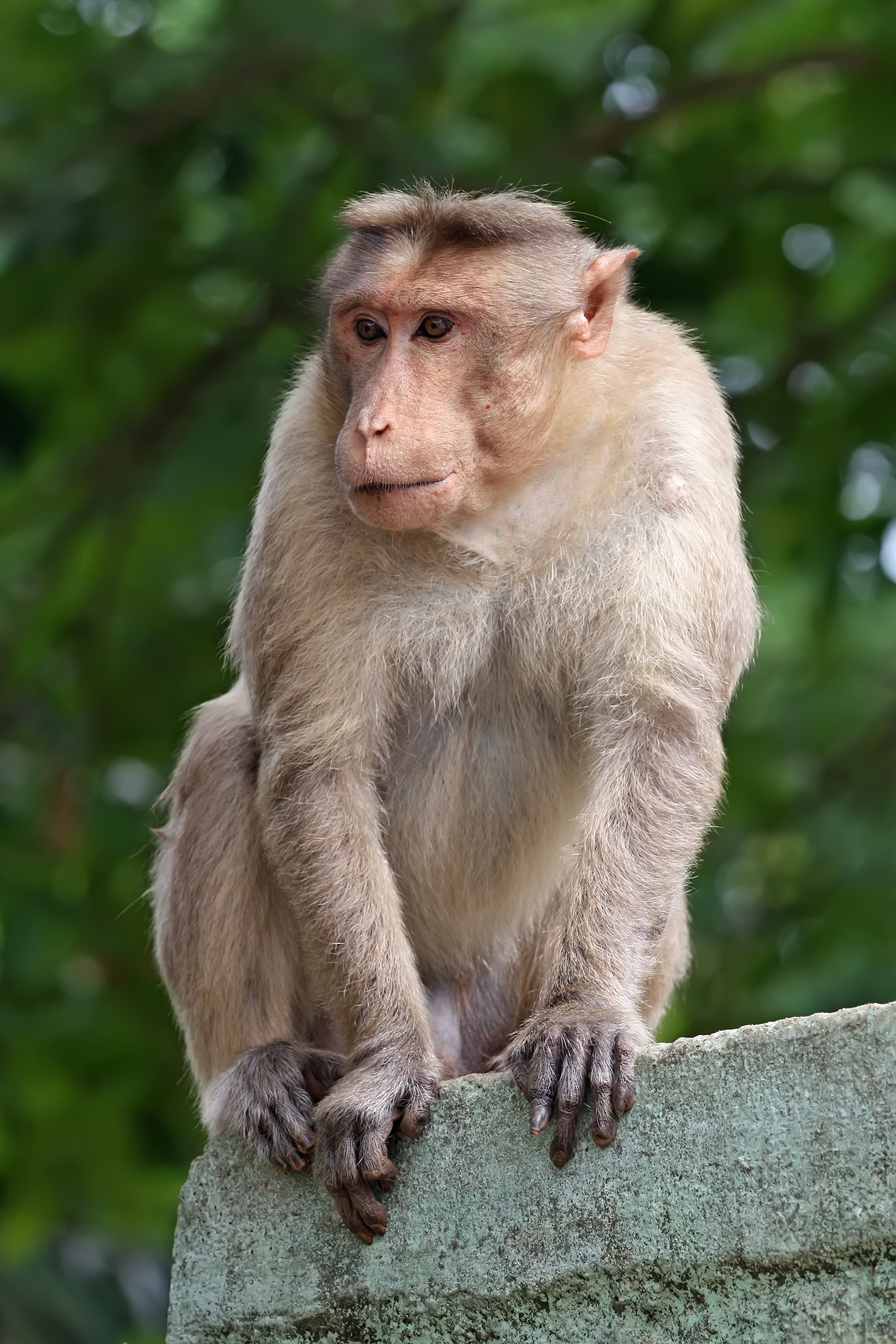
Makak kápový

Den opic je neoficiální svátek, jenž se slaví 14. prosince. Přestože se týká především opic, oslavuje i další primáty kromě lidí, jako např. lidoopy, nártouny a lemury.  

## Původ svátku
Počátek oslav pochází  z roku 2000, kdy umělec Casey Sorrow, tehdy student umění na Michiganské státní univerzitě, v žertu vepsal do kamarádova kalendáře Monkey Day (Den opic), který pak poprvé oslavili s dalšími studenty univerzity. Známou se akce stala v okamžiku, kdy Sorrow se svým spolužákem z oboru, Erikem Millikinem, začali svátek zpracovávat ve svých dílech a komiksu Fetus-X, a propagovat jej spolu s dalšími umělci na internetu.
Od té doby se svátek slaví mezinárodně, např. v USA, Kanadě, Německu a ve Spojeném království.

## Tradiční oslavy
Přáníčka firmy Hallmark jej popisují jako "den, kdy se doporučuje páchat lumpárny" (v anglickém originále: monkey business). Den se slaví především maškarními večírky, které by měly přitáhnout pozornost k otázkám spojeným s opicemi a lidoopy, jako je například výzkum, práva zvířat a evoluce. Často se pořádají soutěže o nejlepší kostým, o nejrychleji upletenou figurku opice anebo kdo se dokáže jako opice nejdéle chovat. Svátek prakticky ruší hranice mezi náboženstvími, poskytuje příležitost podělit se o opičí příběhy nebo se zamyslet nad našimi opičími příbuznými. Mezi další činnosti vykonávané na Den opic patří nákupní horečka, kdy se shání oblečení ve stylu Opičáka Julia, kreslené postavy vytvořené Paulem Frankem, konzumace zmrzliny Chunky Monkey od americké mlékárenské společnosti Ben & Jerry's anebo výlet do zoo.
Během oslav Dne opic se s oblibou pouští filmy ze série Planeta opic a písně s opičí tematikou, jako např. "The Monkey Time" od Major Lance. K pátému výročí Dne opic byl v roce 2005 uveden v premiéře film King Kong režiséra Petera Jacksona. 
Často se také vybírají peníze na záležitosti spojené s primáty. V roce 2008 se uskutečnila umělecká akce spojená s dražbou na podporu zvířecího útulku Chimps Inc., během nichž se vystavovala díla umělců z řad lidí i lidoopů - autory některých pláten byli šimpanzi Jackson and Kimie, kteří v útulku žili. Detroitská galerie Biddle Gallery v roce 2008 Den opic slavila výročním prodejem umění Dne opic, přičemž ke každé koupi patřil banán zdarma.  Roku 2013 slavila Mezinárodní liga pro ochranu primátů (International Primate Protection League) Den opic i výběrem peněz na ochranu přírody tak, že nabízela kurzy kresby gibona Garyho naživo.
Přední umělci zabývající se webovými komiksy, jako je Rob Balder či David Malki, k výročí Dne opic vytvářejí tematické komiksy a další výtvarná díla. 
Pro rok 2013 vytvořil americký umělec a humorista Eric Millikin sérii mail artu, kdy poslal přání ke Dni opic na adresu Koko, gorily znakové řeči, a prezidenta Baracka Obamy. O rok dříve vydal novinový časopis USA Weekend sérii 12 maleb od Millikina v článku "12 hvězd Dne opic", kterým posloužily jako inspirace opice vyslané do vesmíru v raketách, čímž pomohly otevřít cestu letům s lidskou posádkou.
Casey Sorrow rovněž udržuje obsáhlý blog "Opice ve zpravodajství" (Monkeys in the News) věnující se mj. příběhům o opičích útocích, pašování opic a vědeckým výzkumům opic.